# Barbara Sanguszkowa
Barbara Sanguszko, ou Barbara Sanguszkowa, née Dunin le 4 février 1718 et morte le 2 octobre 1791 à Varsovie, est une aristocrate de la république des Deux Nations qui fut poète, traductrice et philanthrope.
Elle fut la troisième épouse du grand maréchal de Lituanie Paweł Sanguszko (1682-1750).
Elle a traduit plusieurs textes religieux français en polonais. Elle est également l'auteur de Conseils à sa fille avant son mariage, publié en 1756. En 1788, elle traduit le roman épistolaire Le Comte de Valmont, ou les égarements de la raison de l'abbé Philippe-Louis Gérard (1731-1813).